# Шоргоны
Шорго́ны — волшебные кони из чувашской мифологии.

## Описание
Шоргоны (вернее, «шора шоргоны» — белые шоргоны) упоминаются у единственного автора, священника В.П. Вишневского, в его сочинении «О религиозных поверьях чуваш» (1846).
Согласно В.П. Вишневскому, на шоргонах «летают, бегают и разъезжают по миру» посланцы верховного бога Торы — сюрегени («ходящие»).

## Происхождение образа
Как отмечает Н.И. Егоров, этимология чувашского слова, переданного по-русски как «шоргон», остается неясной. В словаре Н.И. Ашмарина отмечено название местности Шур Хун (Шор Хон), но это «ничего не дает для понимания загадочного слова шоргон».
В словаре чувашского языка имеется форма из верхового говора "Шор кон" - белый день. Пример описанного текста: Эрне кона шор кон теççĕ. Эрнекун порте çӳç касаççĕ. Вăл кон кассан çӳç хоралмасть, теççĕ (не чернеют). Ытти консем касмаççĕ.

## Этимология
В др.-русск. шароуканъ/шароканъ < пратюрк. *siāřu-kan ‘дракон’ > венг. sárkány [šārkān΄] «дракон». Возможно чувашское "шоргон" означает "шора конь" - "белая лошадь".
Пратюркский: °sāŕV-gan
кыпчакское: саз(а)ған ~ змей, дракон
венгерское: sárkány ~ змей, дракон